# ムカデタイゲキ

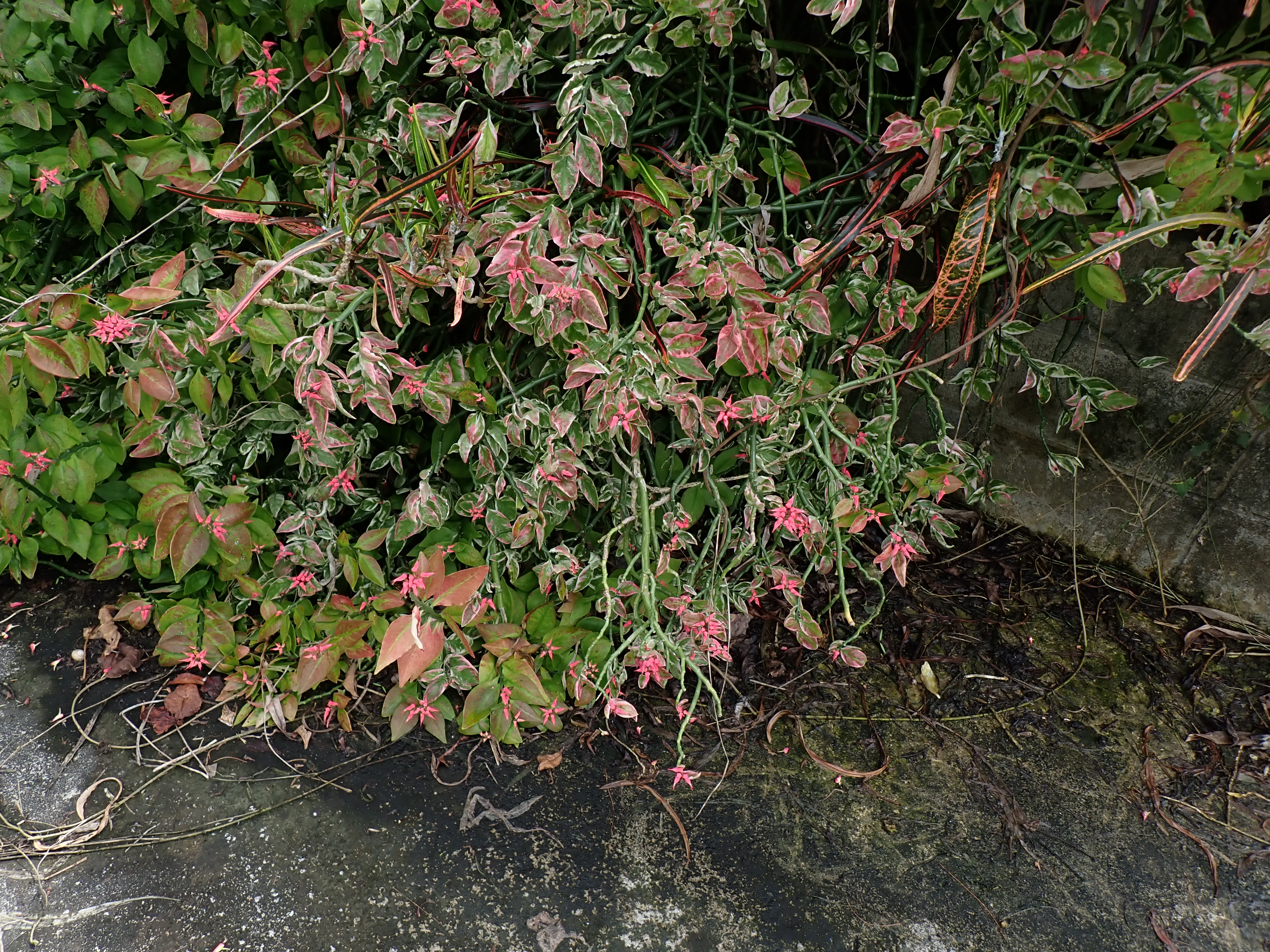
ムカデタイゲキの植栽（2024年4月 沖縄県石垣市）

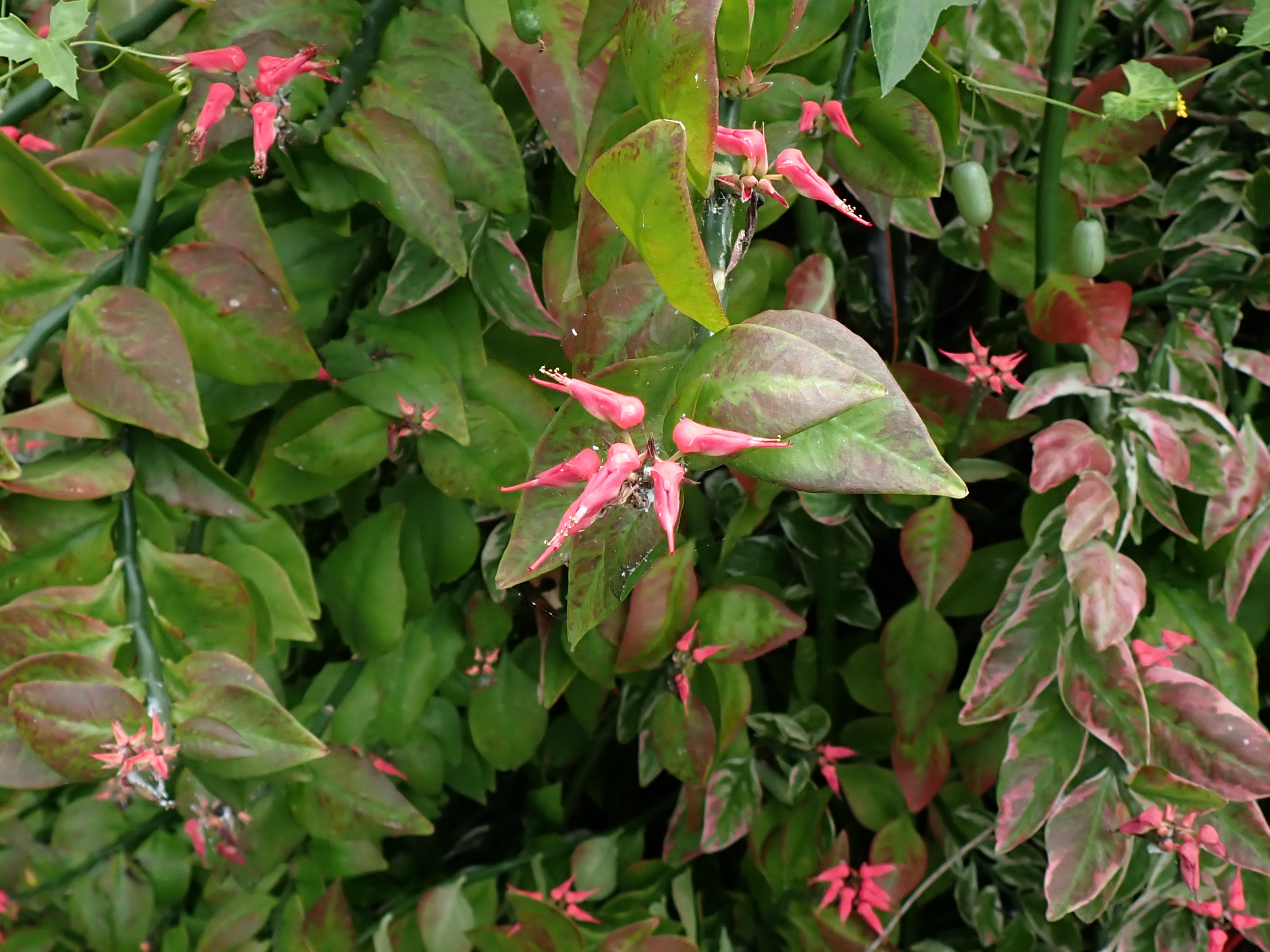
ムカデタイゲキの花（2024年4月 沖縄県石垣市）

ムカデタイゲキ（別名　ギンリュウ、学名：Euphorbia tithymaloides）はトウダイグサ科トウダイグサ属の常緑～半落葉の低木。

## 特徴
茎を傷つけると乳白色で有毒の樹液を出す。高さ0.5–2 m。枝は多肉質でジグザグ状に曲がる。葉は肉厚の卵形～楕円形で長さ4–9 cm、互生する。葉に白や桃色の斑が入る品種ダイギンリュウ（大銀龍）の植栽が多い。秋～春の低温期は赤色斑が目立ち、夏季は白色斑のみとなる。花序は杯状で、赤色の苞葉に包まれた花を通年咲かせる。

## 分布
熱帯アメリカ原産。POWOではフロリダ・メキシコ～ペルー・ブラジルを原産地としている。

## 利用
庭園樹や公園樹、生垣や鉢物に利用される。熱帯地域や温室内では刈り込んで垣根や境界に利用される。耐陰性が強く、室内観葉植物としても利用されるが、日当たりが良く排水の良い場所を好み、耐乾性も強い。過湿にすると根腐れを起こし枯死することがある。剪定は込んだ枝のみに留める。繁殖は挿木による。病虫害は少ない。